# Kota Tua Jakarta
Kota Tua  ("Cidade Antiga" em indonésio) é a designação comum da área da capital da Indonésia, Jacarta onde se situava o núcleo original da cidade fundada pelos colonizadores holandeses, construída em meados do século XVII. É também conhecida como Batavia Lama (Cidade Antiga), Batavia Lama ou, em holandês, Oud Batavia (ambos os termos significam Batávia Antiga, pois Batávia foi o nome original de Jacarta),  e Benedenstad (Cidade Baixa em holandês).
A área tem cerca de 1,3 km² e ocupa parte dos distritos urbanos de Jacarta Norte e Jacarta Ocidental. O grande bairro de Glodok, onde a grande maioria dos habitantes são de origem chinesa, faz parte de Kota Tua.

## História
Kota Tua é o que resta de Oud Batavia, o primeiro povoado holandês na área de Jacarta, uma cidade muralhada interior que tinha o seu próprio castelo. Oud Batavia foi importante entre os séculos XVII e XIX, quando foi a capital de facto das Índias Orientais Holandesas. A cidade interior muralhada contrastava com os seus arredores, compostos de kampungs (aldeias), pomares e campos de arroz. Conhecida como a "Joia da Ásia" no século XVI pelos marinheiros europeus, Batávia foi um centro de comércio devido à sua localização estratégica nas rotas do comércio de especiarias no arquipélago indonésio.
Em 1526, o comandante Fatahillah, do Sultanato de Demak, invadiu o porto de Sunda Kelapa (conhecido por Calapa pelos portugueses), pertecente ao reino hindu de Sonda, que poucos anos tinha assinado um tratado de aliança com Portugal. A cidade foi então rebatizada Jayakarta. A sua área não ultrapassa quinze hectares e a estrutura era a de um porto javanês típico. Em 1619, o governador-geral da Companhia Holandesa das Índias Orientais (VOC), Jan Pieterszoon Coen, destruiu Jayakarta. Um ano depois, a VOC construiu uma nova cidade a que foi dado o nome de Batávia, o mesmo que o de uma região histórica dos Países Baixos. Este nova cidade colonial tinha o seu centro perto da margem oriental do rio Ciliwung, aproximadamente no local onde atualmente se situa a praça Fatahillah. Inicialmente chamados batavianen, os habitantes da cidade tornaram-se depois conhecidos pelo gentílico atual: betawi. Os cidadãos crioulos são descendentes de misturas várias das diversas etnias que habitaram ou ainda habitam a cidade.
A partir de cerca de 1630, a cidade expandiu-se para a margem ocidental do Ciliwung, onde se situavam as ruínas da antiga Jayakarta. O desenho da cidade seguiu os modelos de urbanização holandeses, completado com uma fortaleza (o Kasteel Batavia), muralha, praça pública, igrejas, canais e ruas com árvores. A cidade foi dividida em vários bairros, separados por canais. As gentes nativas não eram autorizados a viver dentro das muralhas, pois receava-se que houvesse rebeliões. A cidade planeada foi terminada em 1650.
A Oud Batavia perdeu proeminência no final do século XVIII, devido à elevada incidência de doenças tropicais como a malária, originadas provavelmente pela água praticamente estagnada dos canais, juntamente com o clima húmido e quente. Grande parte da parte antiga da cidade foi abandonada, foi negligenciada e os seus canais foram-se entupindo gradualmente. Os residentes mais abastados preferiam viver em villas campestres, o que fez com que a cidade crescesse para sul, para o que é hoje Gambir, então chamada Weltevreden.
Batávia manteve o seu estatuto de centro administrativo colonial quando a posse das Índias Orientais Holandesas foi transferido da VOC para a coroa holandesa, em 1800. Durante o mandato do governador-geral Daendels (1808–1811), as administrações civil e militar mudaram para sul, a sul. As duas praças principais desta nova cidade planeada eram a Koningsplein ("Praça do Rei"; onde é atualmente a praça Merdeka) a Paradeplaats, atualmente chamada Lapangan Banteng, em Sawah Besar. A administração concentrou-se nesta última praça, que depois foi rebatizada Waterlooplein (praça de Waterloo).
Devido a problemas financeiros, grande parte da cidade velha, a sua muralha e o seu castelo foram derrubados para arranjar material de construção para os edifícios governamentais e civis, como o Palácio de Daendels (atualmente o ministério das finanças indonésio) e a sede do clube social de elite Sociedade Harmonia, que foi demolido em 1985 para dar lugar a um parque de estacionamento. A única grande construção que permaneceu de pé na cidade velha foi a Porta de Amesterdão, que foi completamente demolida em 1950.
Batávia continuou a expandir-se para sul. As epidemias de 1835 e 1870 forçaram ainda mais pessoas a mudarem-se da cidade velha para a zona mais nova, mais espaçosa, mais verde e mais saudável de Weltevreden. A cidade velha ficou praticamente deserta e, embora continuasse a ser importante em termos comerciais, pois lá se situavam o principal porto da região e os principais armazéns, perdeu para Surabaia o estatuto de principal porto e centro de comércio da colónia.
Batávia voltou a ganhar importância no final do século XIX com a abertura do porto de Tanjung Priok e com a produção crescente de borracha. Houve tentativas de restaurar a cidade velha tornando-a na principal área comercial de Batávia. Em resultado disso, as antigas lojas e mansões que entretanto tinham sido ocupadas por chineses foram restauradas e convertidas em escritórios entre 1900 e 1942. Muitos desses escritórios ainda existem hoje nas vizinhanças de Kali Besar. O desenvolvimento da área de negócios foi fortemente travado na década de 1930 devido à Grande Depressão e em 1942 devido à ocupação japonesa.
Depois do reconhecimento da independência da Indonésia em 1950, a área financeira e de negócios de Jacarta mudou-se de Kota para Thamrin e Kebayoran Baru, a sul, levando a que Kota voltasse a deteriorar-se, depois de ter recuperado alguma da sua glória passada perdida. Em 1980 foram encerrados os últimos escritórios de bancos na área de Kota.
Em 1972, o governador de Jacarta Ali Sadikin emitiu um decreto que designou a área de Kota Tua como património protegido, para proteger o que restava das origens arquitetónicas da cidade. Não obstante este decreto, a área continuou negligenciada. O decreto foi apoiado pela população, mas pouco foi feito para proteger e conservar o património da era colonial holandesa. Atualmente muitos edifícios de Kota Tua continuam abandonados e a poluição crescente acelerou a ruína dos velhos edifícios. Alguns deles em Kali Besar foram demolidos para darem lugar a novos, apesar de estarem legalmente protegidos. Tal foi  caso, por exemplo, do Hotel Omni Batavia, construído no local de um antigo armazém.

### Restauro e revitalização
O primeiro plano concreto de revitalização de Kota Tua foi assinado em dezembro de 2004 pela Jakarta Old Town-Kotaku e pelo governo local de Jacarta. O plano começou a ser posto em prática em 2005 e a Praça Taman Fatahillah foi reabilitada em 2006. Em 2007, várias ruas em redor daquela praça, como as ruas Pintu Besar e Pos Kota, foram encerradas ao trânsito, um primeiro passo para a renovação.
Em 2014 o governador da cidade deu continuidade ao plano de restauro. O projeto, chamado "Jakarta Old Town Reborn" (JOTR) envolve a cooperação entre empresas estatais, o governo municipal e o setor privado. Um dos objetivos do JOTR é a classificação de Património Mundial da UNESCO. Em julho desse ano, o governo dos Países Baixos começou a apoiar o projeto e em agosto tinham sido restaurados 16 edifícios em Kota Tua. Um desses edifícios é a estação dos correios de Kota, construído em 1929, que foi convertido num museu de arte contemporânea.
Não obstante os desenvolvimentos prometedores, em 2014 a maior parte das edificações coloniais de Jacarta continuavam em ruínas. Um dos maiores problemas é a existência de numerosos vendedores de rua, especialmente durante os feriados, que contribuem para o aumento do lixo nas ruas. Em maio de 2015, estavam autorizados havia 415 vendedores a vender em Kota Tua.

## Sítios mais notáveis
- Café Batavia — bar e restaurante na Praça Fatahillah instalado num edifício colonial do início do século XIX cuja decoração é evocativa do período colonial do século XX.
- Museu de Belas Artes e Cerâmica (Museum Seni Rupa dan Keramik) — instalado no antigo Tribunal de Justiça.
- Gereja Sion — também conhecida como "igreja portuguesa", foi construída no século XVII; é a mais antiga de Jacarta e provavelmente da Indonésia.
- Museu da História de Jacarta (Museum Sejarah Jakarta) — também conhecido como Museu de Fatahillah e Museu de Batávia, está instalado num edifício monumental do século XVIII que foi os paços do concelho de Batávia.
- Áreas de Glodok e Pinangsia (China town de Jacarta):
  - Kali Besar — canal principal de Oud Batavia.
  - Ponte de Kota Intan — a única ponte levadiça holandesa ainda existente na Indonésia.
  - Mesquita Luar Batang
  - Museu Marítimo — alojado em armazéns do período colonial.
  - Mercado de Peixe de Penjaringan.
  - Porto de Sunda Kelapa — o porto original de Oud Batavia.
  - Templo de Jin De Yuan (ou Vihara Dharma Bhakti) — o templo budista mais antigo de Jacarta.
  - Mercado de rua chinês de Petak Sembilan
  - Toko Merah — Mansão do século XVIII do governador geral Gustaaf van Imhoff.
  - Museu Wayang
  - Templo Hui Tek Bio
- Do período de revitalização do início do século XX:
  - Museu do Banco da Indonésia — instalado no edifício do antigo Banco Javasche, o principal banco das Índias Orientais Holandesas.
  - Antiga sede do Chartered Bank of India, Australia and China, atualmente propriedade do Banco Mandiri.
  - Estação de correios de Kota — um dos raros exemplos da arquitetura Nieuwe Zakelijkheid na Indonésia.
  - Estação ferroviária de Jakarta Kota, antigamente conhecida como Estação Beos, abreviatura de Bataviasche Ooster Spoorweg Maatschapij (Companhia Ferroviária Batávia Oriental) e Batavia Zuid (Batávia Sul).
  - Museu do Banco Mandiri — instalado no que foi a sede da Sociedade de Comércio Holandesa (Nederlandsche Handelsmaatschappij), outro dos raros exemplos da arquitetura Nieuwe Zakelijkheid na Indonésia.